# Theme Aquarium
Pour les articles homonymes, voir Aquarium (homonymie).
Theme Aquarium (テーマ アクアリウム) est un jeu vidéo de gestion, développé par Bullfrog Productions et édité par Electronic Arts, dans lequel le joueur met en œuvre et dirige un aquarium public. Il est sorti le 17 décembre 1998 sur PlayStation, uniquement au Japon. Par la suite, le jeu a été porté sous Windows et distribué en Europe sous le nom d'Aquarium.

## Système de jeu
Le système de jeu est très proche de celui des autres jeux de la série Theme, et les graphismes sont similaires à ceux de Theme Hospital.